# 二信組事件
二信組事件（にしんそじけん）とは、1990年代に発覚した不正融資事件。東京二信組問題とも呼ばれた。

## 概要
1994年（平成6年）に経営破綻に陥った東京協和信用組合、安全信用組合の2信用組合の元理事長らが1995年（平成7年）、背任容疑で逮捕された事件。
捜査の過程で、政治家の親族の会社に不正な金が流れたことが判明し、事件は政界に波及。1995年（平成7年）、国会で山口敏夫元労相と中西啓介元防衛庁長官が証人喚問される。その後、山口は背任罪や偽証罪などで逮捕、起訴され、懲役3年6か月の実刑判決が確定した。
この処理のために受け皿銀行東京共同銀行（現在の整理回収機構）が作られた。